# Gottenhouse
Gottenhouse (deutsch Gottenhausen) ist eine französische Gemeinde mit 373 Einwohnern (Stand 1. Januar 2021) im Département Bas-Rhin in der Region Grand Est (bis 2015 Elsass). Sie gehört zum Arrondissement Saverne und zum Kanton Saverne.

## Geografie
Die Gemeinde Gottenhouse liegt am Rand der Nordvogesen, unmittelbar südlich der Stadt Saverne. Das Gemeindegebiet wird vom Flüsschen Mossel durchquert. Nachbargemeinden sind Saverne im Norden, Otterswiller im Nordosten, Marmoutier im Südosten, Thal-Marmoutier im Süden und Haegen im Südwesten.

## Geschichte

### Mittelalter
Gottenhausen gehörte zur Herrschaft Ochsenstein. Als die Familie derer von Ochsenstein im Mannesstamm mit Georg von Ochsenstein 1485 ausstarb, gelangte das Erbe über dessen Schwester an die Grafen von Zweibrücken-Bitsch.

### Neuzeit
1570 kam es zu einem weiteren Erbfall, der Gottenhausen zur Grafschaft Hanau-Lichtenberg brachte: Graf Jakob von Zweibrücken-Bitsch (* 1510; † 1570) und sein schon 1540 verstorbener Bruder Simon V. Wecker hinterließen nur jeweils eine Tochter als Erbin. Die Tochter des Grafen Jakob, Margarethe (* 1540; † 1569), war mit Philipp V. von Hanau-Lichtenberg (* 1541; † 1599) verheiratet. Zu dem sich aus dieser Konstellation ergebenden Erbe zählte auch die Herrschaft Ochsenstein. In der Verwaltungsstruktur der Grafschaft Hanau-Lichtenberg wurde Gottenhausen dem Amt Westhofen zugeschlagen. Philipp V. von Hanau-Lichtenberg führte in den ererbten Gebieten sofort die Reformation durch, die wie sein übriges Herrschaftsgebiet nun lutherisch wurden.
Mit der Reunionspolitik Frankreichs unter König Ludwig XIV. kamen das Amt Westhofen und Gottenhausen unter französische Oberhoheit. Im 18. Jahrhundert gehörten sie nicht mehr zum Amt Westhofen, das nach dem Tod des letzten Hanauer Grafen, Johann Reinhard III., 1736 an den Sohn seiner einzigen Tochter, Charlotte, den Erbprinzen und späteren Landgrafen Ludwig (IX.) von Hessen-Darmstadt fiel.

### Bevölkerungsentwicklung
| Jahr      | 1962 | 1968 | 1975 | 1982 | 1990 | 1999 | 2011 | 2021 |
| Einwohner | 188  | 208  | 218  | 285  | 313  | 352  | 389  | 373  |

## Sehenswürdigkeiten

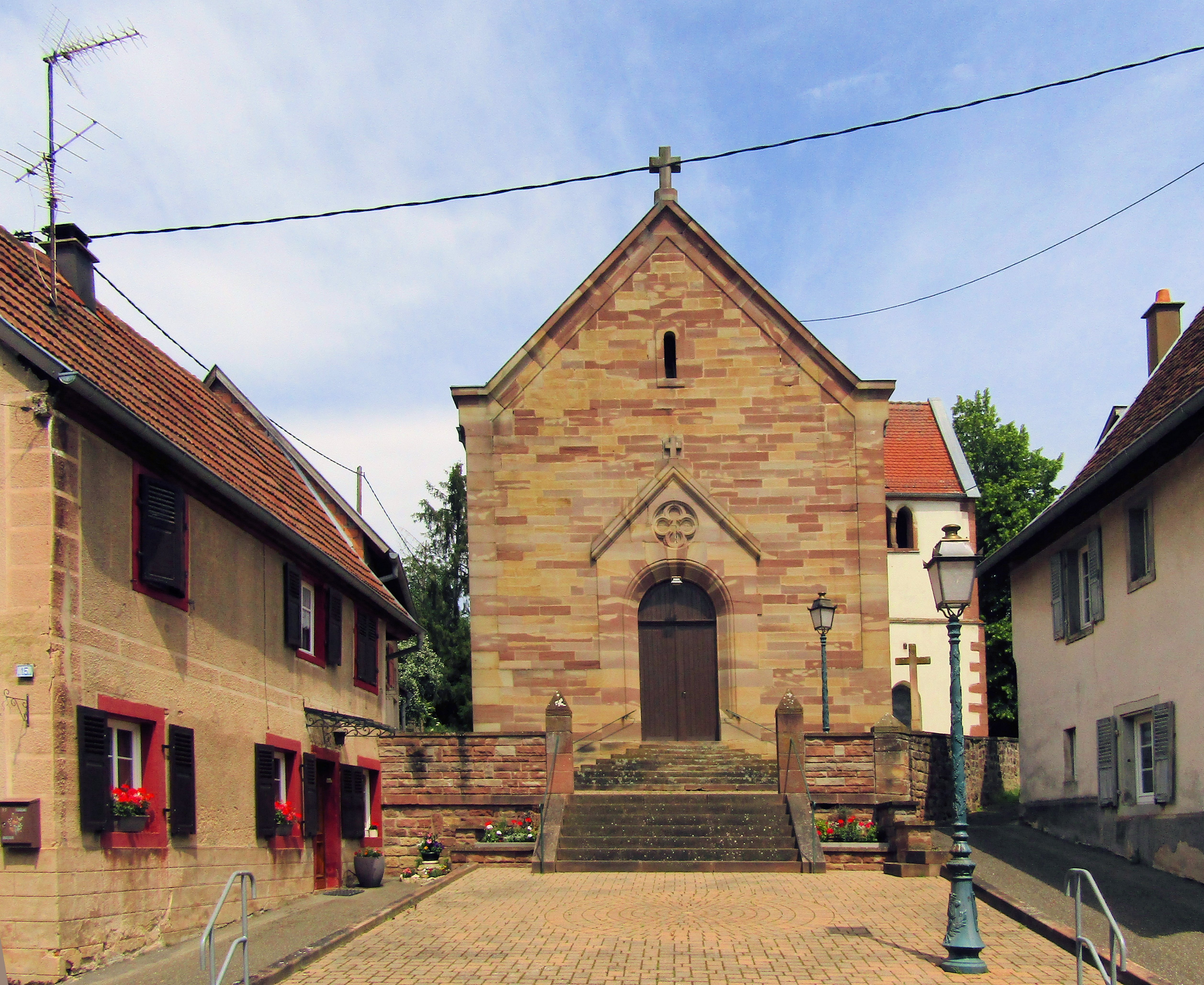
Kirche St. Lambert

- Kirche St. Lambert